# Puchar Ameryki Północnej w narciarstwie alpejskim kobiet 2017/2018
Puchar Ameryki Północnej w narciarstwie alpejskim kobiet w sezonie 2017/2018 to kolejna edycja tego cyklu. Pierwsze zawody odbyły się 18 listopada 2017 roku w amerykańskim Loveland Ski Area Valley, a ostatnie rozegrane zostały 18 marca 2018 roku w kanadyjskim Kimberley.
W poprzednim sezonie klasyfikację generalną Pucharu Ameryki Północnej wygrała Kanadyjka Ali Nullmeyer, triumfując ponadto w klasyfikacji slalomu. W klasyfikacji zjazdu triumfowała Amerykanka Alice Merryweather. Zwyciężczynią klasyfikacji supergiganta i superkombinacji została rodaczka Merryweather, Patricia Mangan. Natomiast w klasyfikacji giganta triumfowała Kanadyjka Amelia Smart.
W tym sezonie w klasyfikacji generalnej oraz klasyfikacjach zjazdu i supergiganta najlepsza okazała się Ronni Remme z Kanady. W klasyfikacji slalomu wygrała Amelia Smart, w gigancie Mikaela Tommy, a w superkombinacji Valérie Grenier (wszystkie z Kanady).

## Podium zawodów
| Lp. | Data              | Miejscowość              | Konkurencja     | 1. Miejsce           | 2. Miejsce            | 3. Miejsce            |
| --- | ----------------- | ------------------------ | --------------- | -------------------- | --------------------- | --------------------- |
| 1.  | 18 listopada 2017 | Loveland Ski Area Valley | Slalom          | Erin Mielzynski      | Laurence St-Germain   | Leona Popović         |
| 2.  | 19 listopada 2017 | Loveland Ski Area Valley | Slalom          | Laurence St-Germain  | Erin Mielzynski       | Leona Popović         |
| 3.  | 20 listopada 2017 | Copper Mountain Resort   | Gigant          | Marie-Michèle Gagnon | Leona Popović         | Mikaela Tommy         |
| 4.  | 21 listopada 2017 | Copper Mountain Resort   | Gigant          | AJ Hurt              | Patricia Mangan       | Mikaela Tommy         |
| 5.  | 5 grudnia 2017    | Lake Louise              | Zjazd           | Roni Remme           | Stefanie Fleckenstein | Georgia Burgess       |
| 6.  | 7 grudnia 2017    | Lake Louise              | Zjazd           | Odwołano             | Odwołano              | Odwołano              |
| 7.  | 8 grudnia 2017    | Lake Louise              | Supergigant     | Roni Remme           | Nina O’Brien          | AJ Hurt               |
| 8.  | 10 grudnia 2017   | Panorama                 | Superkombinacja | Roni Remme           | Adriana Jelinkova     | Stefanie Fleckenstein |
| 9.  | 11 grudnia 2017   | Panorama                 | Supergigant     | AJ Hurt              | Stefanie Fleckenstein | Keely Cashman         |
| 10. | 13 grudnia 2017   | Panorama                 | Slalom          | Roni Remme           | Resi Stiegler         | Nina O’Brien          |
| 11. | 14 grudnia 2017   | Panorama                 | Slalom          | Roni Remme           | Adriana Jelinkova     | Amelia Smart          |
| 12. | 15 grudnia 2017   | Panorama                 | Gigant          | Adriana Jelinkova    | AJ Hurt               | Foreste Peterson      |
| 13. | 16 grudnia 2017   | Panorama                 | Gigant          | Alice Robinson       | Adriana Jelinkova     | Marina Vilanova       |
| 14. | 13 lutego 2018    | Whiteface Mountain       | Gigant          | Mikaela Tommy        | Paula Moltzan         | Marina Vilanova       |
| 15. | 14 lutego 2018    | Whiteface Mountain       | Gigant          | Mikaela Tommy        | Adriana Jelinkova     | AJ Hurt               |
| 16. | 15 lutego 2018    | Whiteface Mountain       | Slalom          | Nina O’Brien         | Amelia Smart          | Paula Moltzan         |
| 17. | 16 lutego 2018    | Whiteface Mountain       | Slalom          | Nina O’Brien         | Katie Hensien         | Adriana Jelinkova     |
| 18. | 28 lutego 2018    | Copper Mountain Resort   | Zjazd           | Maureen Lebel        | Roni Remme            | Stefanie Fleckenstein |
| 19. | 1 marca 2018      | Copper Mountain Resort   | Zjazd           | Roni Remme           | Stefanie Fleckenstein | Maureen Lebel AJ Hurt |
| 20. | 2 marca 2018      | Copper Mountain Resort   | Superkombinacja | Valérie Grenier      | Mikaela Tommy         | Stefanie Fleckenstein |
| 21. | 3 marca 2018      | Copper Mountain Resort   | Supergigant     | Valérie Grenier      | Nina O’Brien          | Maureen Lebel         |
| 22. | 12 marca 2018     | Kimberley                | Slalom          | Laurence St-Germain  | Paula Moltzan         | Amelia Smart          |
| 23. | 13 marca 2018     | Kimberley                | Slalom          | Paula Moltzan        | Amelia Smart          | Lila Lapanja          |
| 24. | 14 marca 2018     | Kimberley                | Gigant          | Valérie Grenier      | Mikaela Tommy         | Foreste Peterson      |
| 25. | 16 marca 2018     | Kimberley                | Gigant          | Mikaela Tommy        | Candace Crawford      | Megan McJames         |
| 26. | 17 marca 2018     | Kimberley                | Superkombinacja | Valérie Grenier      | Alice Merryweather    | Mikaela Tommy         |
| 27. | 17 marca 2018     | Kimberley                | Supergigant     | Valérie Grenier      | Alice Merryweather    | Mikaela Tommy         |
| 28. | 18 marca 2018     | Kimberley                | Supergigant     | Valérie Grenier      | Nina O’Brien          | Candace Crawford      |